# Bibio graecus
Bibio graecus är en tvåvingeart som beskrevs av Oswald Duda 1930. Bibio graecus ingår i släktet Bibio och familjen hårmyggor.
Artens utbredningsområde är Grekland. Inga underarter finns listade i Catalogue of Life.